# Ipomoea lanuginosa
Ipomoea lanuginosa är en vindeväxtart som beskrevs av O'donell. Ipomoea lanuginosa ingår i släktet praktvindor, och familjen vindeväxter. Inga underarter finns listade i Catalogue of Life.